# ロコロトンド
ロコロトンド（イタリア語: Locorotondo）は、イタリア共和国プッリャ州バーリ県にある、人口約1万4000人の基礎自治体（コムーネ）。

## 名称
地名は「丸い場所」の意。

## 地理

### 位置・広がり
バーリ県南東部に位置する。北西部でアルベロベッロとわずかに接するほか、北と東にブリンディジ県、南と西にターラント県に囲まれ、バーリ県が突出した形状になっている。

#### 隣接コムーネ
隣接するコムーネは以下の通り。BRはブリンディジ県、TAはターラント県を示す。
- アルベロベッロ
- チステルニーノ (BR)
- ファサーノ (BR)
- マルティーナ・フランカ (TA)

## 文化・観光
「イタリアの最も美しい村」クラブ加盟コムーネである。

## 人物

### 著名な出身者
- ヴィタントニオ・リウッツィ - F1ドライバー。